# Song’ao (köpinghuvudort i Kina, Zhejiang Sheng, lat 29,61, long 121,69)
Song'ao (kinesiska: 松岙, Song’ao Zhen, 松岙镇, Song’ao) är en köpinghuvudort i Kina. Den ligger i provinsen Zhejiang, i den östra delen av landet, omkring 160 kilometer sydost om provinshuvudstaden Hangzhou. Antalet invånare är 13 021. Befolkningen består av 5 918 kvinnor och 7 103 män. Barn under 15 år utgör 11,0 %, vuxna 15-64 år 78 %, och äldre över 65 år 10,0 %.
Runt Song'ao är det tätbefolkat, med 369 invånare per kvadratkilometer. Närmaste större samhälle är Chunhu, 16,8 km väster om Song'ao. 
Genomsnittlig årsnederbörd är 1 981 millimeter. Den regnigaste månaden är juni, med i genomsnitt 355 mm nederbörd, och den torraste är januari, med 68 mm nederbörd.